# Jičín
Jičín je město v okrese Jičín v Královéhradeckém kraji v severovýchodních Čechách. Město leží v Jičínské pahorkatině na řece Cidlině. Žije zde přibližně 16 tisíc obyvatel.
S Jičínem je především spojeno působení Albrechta z Valdštejna, vrchního velitele císařských vojsk za třicetileté války. Jako frýdlantský vévoda si zvolil město za centrum své „terra felix“ (šťastné země) a učinil z něho rezidenční sídlo a hospodářské centrum frýdlantského vévodství.
V druhé polovině devatenáctého a na počátku století dvacátého byl Jičín znám jako město úřadů, spolků a škol. Město se stalo neoficiálním střediskem rozsáhlé oblasti Podkrkonoší. Konaly se zde tradiční trhy. Spolkový život ovlivnil řadu lokálně-politických rozhodnutí a projevoval se bohatým kulturním a sportovním životem jičínských občanů. S nově zpřístupněnými Prachovskými skalami zde vzniklo významné centrem turistiky jako podpora vznikajícího cestovního ruchu.
V polovině dvacátého století bylo historické jádro města vyhlášeno městskou památkovou rezervací. Jádrem památkové rezervace se stalo Valdštejnovo náměstí s převážně renesančními a barokními měšťanskými domy s podloubím. V roce 2016 získalo město titul Historické město roku.
Pro množství historických památek, od gotických až po prvorepublikové, je Jičín turisticky vyhledávaným místem a také „bránou“ do Českého ráje, respektive Prachovských skal.
Novodobým symbolem se stala také postava loupežníka Rumcajse. Jeho příhody popsal ve svých knihách pro děti spisovatel Václav Čtvrtek. Dětství prožil u dědečka v Jičíně. V roce 2020 oslavil třicetileté jubileum festival Jičín – město pohádky. Sousedními obcemi sídla jsou Podhradí, Brada-Rybníček, Staré Místo, Dílce, Valdice, Vitiněves, Radim, Tuř, Úlibice, Kacákova Lhota, Kbelnice, Holín a Železnice.

## Historie
Osídlení území Jičína a okolí je zaznamenáno již z mladší doby kamenné. V době římské zde žili Keltové. Z této doby se zachovaly šperky, nástroje a další předměty, které si lze prohlédnout v jičínském muzeu. Po Keltech přišli do oblasti Slované – rod Slavníkovců.

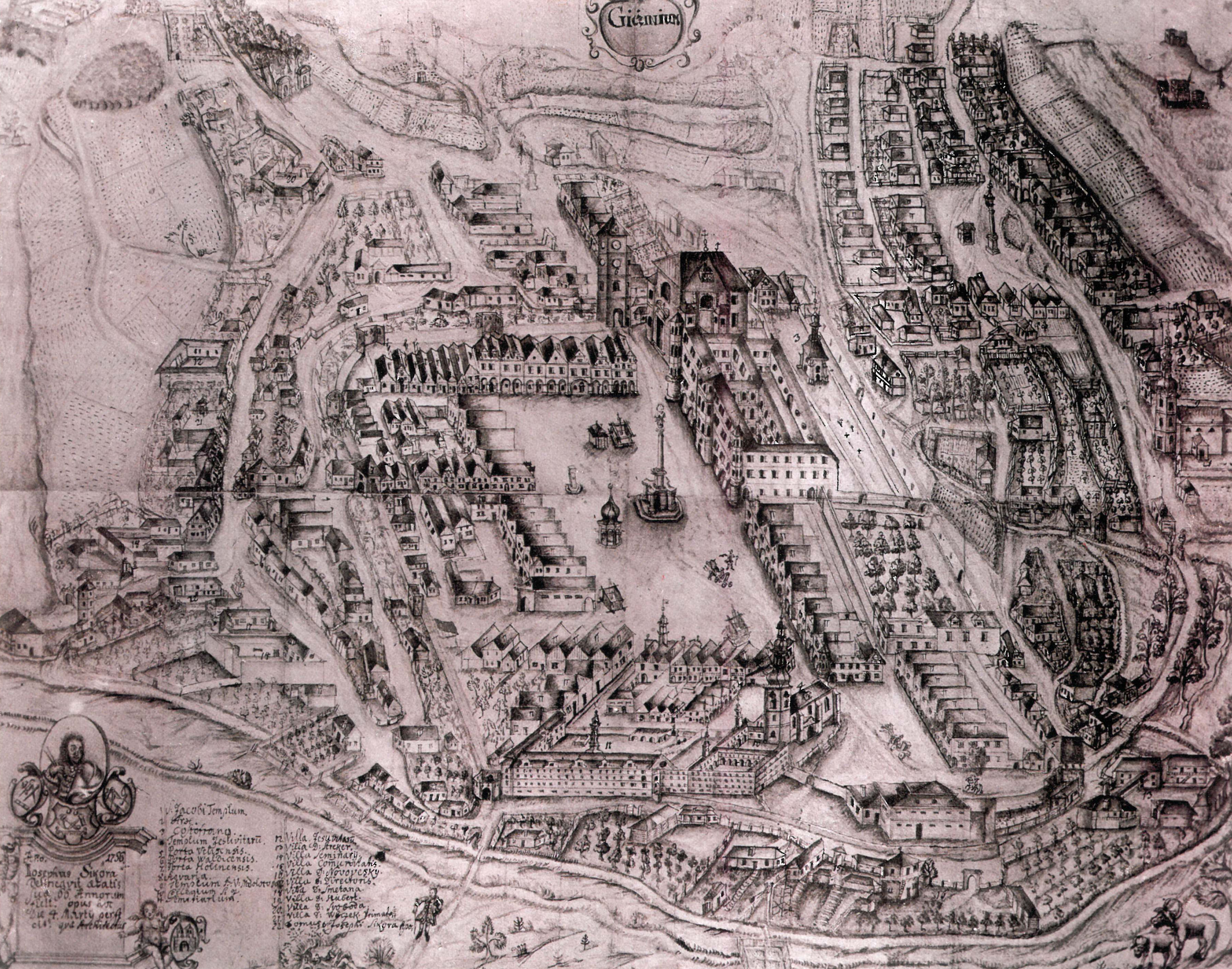
Veduta Jičína, mědiryt z roku 1756 od Josefa Sikory

Kolem roku 1300 bylo město založeno jako královské v místě dnešního Starého Místa. Brzy bylo přeneseno severněji asi o 2 km na ploché návrší, chráněné řekou Cidlinou. První písemná zmínka se nachází v zakládací listině strahovského kláštera z dvanáctého století. Jičín jako statek je pak zmíněn v listině z roku 1293 Guty Habsburské čili Jitky, manželky Václava II., po níž se podle jedné z hypotéz dodnes nazývá. Ve své době však byla královna známa pouze jako Guta, tedy nejde asi o pravděpodobnou verzi. Odvození názvu města od jména domnělého lokátora Jíky odporuje fakt, že zmíněné křestní jméno v době založení města není doloženo. Třetí možnost, odvození od výskytu množství „díků“ (divoké černé zvěře) uvádí jako původní podobu jména města Dičín.
V této době se ve městě rozvinul obchod a řemesla. Byly postaveny první gotické stavby mezi něž patří kostel sv. Ignáce. Roku 1337 prodal český král Jan Lucemburský město šlechtickému rodu Vartenberků. Ti zakládali v okolí nové vsi a zasloužili se o další rozvoj města. V době renesance patřilo město rodu Trčkům z Lípy, kteří postavili Valdickou bránu a kamennou vodárenskou věž. Dále pak město vlastnili Smiřičtí ze Smiřic. Ti se zasloužili o výstavbu jičínského zámku.
Po bitvě na Bílé hoře si Jičín za svoje sídlo vybral Albrecht z Valdštejna, které se tak de facto stalo hlavním městem autonomního Frýdlantského vévodství. Prostory pro přestavbu města získal vykoupením měšťanských budov a založením Nového města. Byly postaveny veřejné i soukromé budovy pro vévodu, jeho příbuzné ale také pro úředníky i měšťany. Prostory pro další výstavbu získal založením Nového města a rozšiřováním předměstí. Přivedl do města italské architekty s novým stavebním slohem (manýrismus). Mezi přední umělce lze zařadit jména jako Giovanni Battista Marini, Andrea Spezza, Nicolo Sebregondi a také Giovanni Battista Pieroni. Pro Valdštejna pracovali sochaři Adrien de Vries, Baltazar Staedel a Lorenz Hartwig. Mezi další umělce patřili malíři Ambrož Fritsch a Jan Schlemiiller, řezbář Arnošt Jan Heidelberger nebo kameník Domenico Canevale a řada dalších. V roce 1633 vypracoval Nicoto Sebregondi územní plán města, který počítal s vévodovou představou, že se město zvětší na pět set šedesát domů z původních dvou set. Územní plán patřil k prvním ve střední Evropě. V této době byl postaven barokní kostel svatého Jakuba nebo kamenná vodárenská věž. Po vévodově smrti bylo město Jičín vypleněno švédskými a císařskými vojsky. České země byly násilně rekatolizovány a Jičín nebyl výjimkou. Tovaryšstvo Ježíšovo přišlo do města v zimě roku 1622. V roce 1628 zde založilo gymnázium a jezuitskou kolej. K prvním žákům patřil Bohuslav Balbín, který zde později také učil. Studoval zde i budoucí pražský arcibiskup Daniel Josef Mayer z Mayernu.
V druhé polovině sedmnáctého století přešlo město dědictvím do majetku rodu Šternberků. Byla rozšířena jezuitská kolej (1658) a dostavěn hřbitovní kostel Panny Marie de Sale (1661). Růst města brzdily četné požáry. Nejvíce poničil požár střed města v květnu 1681. Mezi lety 1686 až 1692 byl budován jezuitský seminář, jehož komplex byl dostavěn až po dalším požáru v roce 1717. V té době byla přistavěna také nemocnice s lékárnou.
Po zrušení jezuitského řádu, byla 28. října 1773 zrušena i jičínská řádová kolej. V roce 1776 zde byla zřízena kasárna. O rok později zaniklo i gymnázium. Budova semináře byla po požáru v červenci 1778 prodána soukromníkům. Poté co sídlo Bydžovského kraje bylo v roce 1784 přestěhováno do Jičína, vznikly zde další úřady a školy a město rostlo.

### Devatenácté století

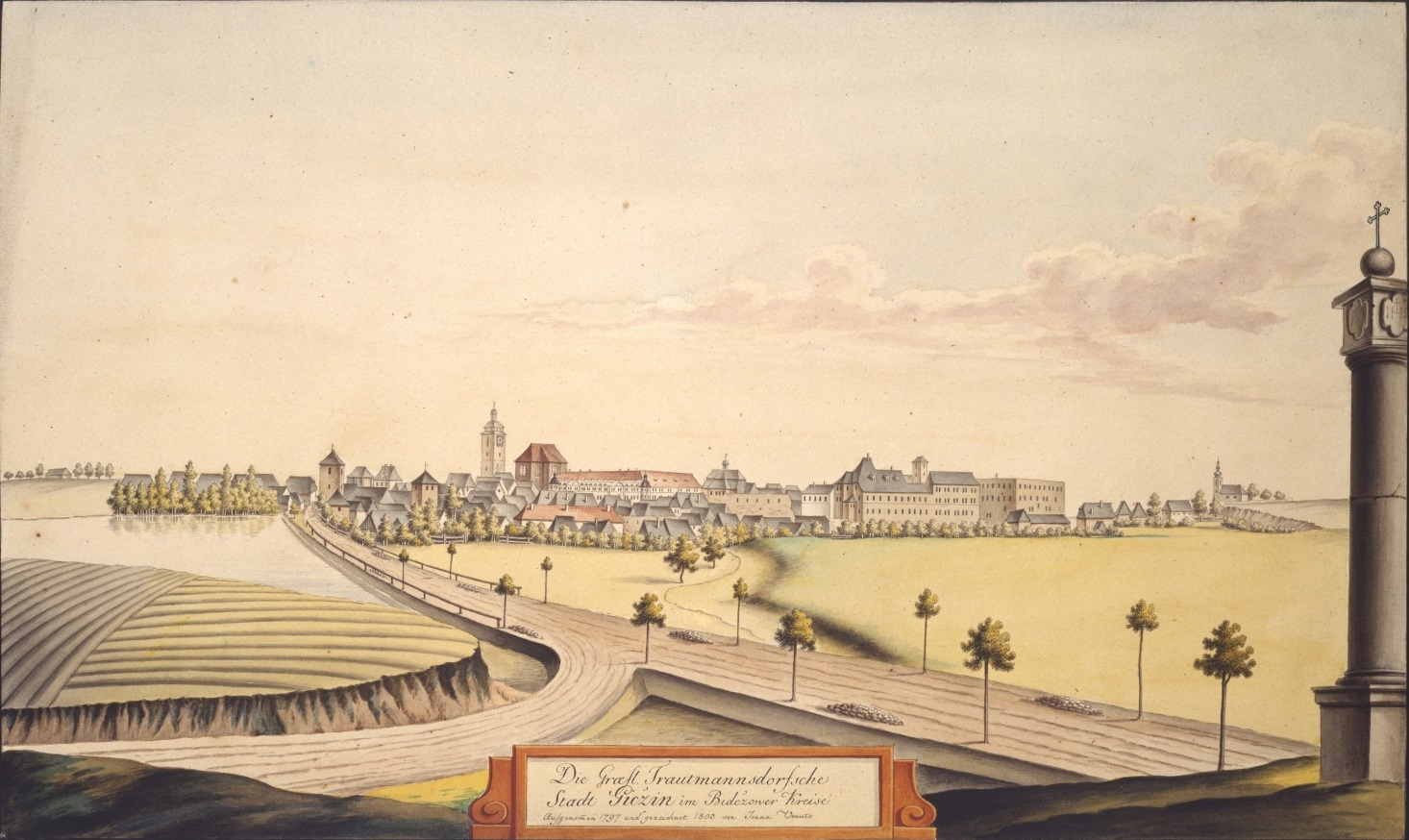
Město Jičín, kresba Johanna Venuta z roku 1803

Na počátku století byla vybudována sít císařských silnic a zlepšilo se spojení s okolními městy. Jičínské náměstí bylo roku 1786, poprvé od Valdštejnových časů, znovu vydlážděno. Byla zbořena Velišská brána, Pražská brána a kaple sv. Jana Křtitele. Hradby přestaly být udržovány. Valdická brána byla opravena v roce 1840 a stala se symbolem města. Rozrůstalo se především Valdické předměstí. V roce 1823 zde byla postavena soukromá nemocnice a v roce 1841 hostinec Hamburk. Seminární dvůr na Holinském předměstí byl přestavěn roku 1793 na poštu. Ta zde sídlila do roku 1877. Vodárenská věž byla v roce 1845 modernizována. Poblíž, na rybníku Kníže byla ve stejném roce vybudována vojenská plovárna. Uprostřed židovského ghetta, v severovýchodní části Starého města byla v roce 1784 postavena synagoga. Většinu domů vnitřního Starého města empírově přestavěl mezi lety 1840 –1852 stavitel Josef Opolzer.
Gymnázium bylo obnoveno v roce 1807. Působila zde řada učitelů jako například František Ladislav Rieger, první profesor češtiny Josef Chmela, spisovatel Antonín Fáhnrich nebo František Šír a Karel Šimon Macháček. Ze studentů lze jmenovat například Františka Ladislava Riegera, fyzika Františka Adama Petřinu, slavistu Josefa Koláře, nebo Josefa Schóbla a další. V devatenáctém století se město stalo jedním z center českého národního obrození. Knihtiskárna, kterou provozoval od roku 1815 František Kastránek, vydávala jarmareční písničky nebo soukromé i úřední tisky, ale i publikace Františka Šíra, Josefa Hollmana, Františka Vetešníka a dalších autorů. V roce 1848 ve městě vznikla také národní garda.
V roce 1850, když začalo platit nové správní rozdělení země, se město stalo krátce sídlem Jičínského kraje. Po zrušení politických krajů v roce 1862, zde zůstalo sídlo krajského soudu a okresního hejtmanství.
Ve městě se zvyšoval počet obyvatel i domů. Rostl politický, hospodářský a kulturní význam města. V roce 1866 se města dotkla prusko-rakouská válka bitvou u Jičína. Tu připomíná vojenský hřbitov ve Kbelnici, který je místně znám jako ossarium. Růst města nezastavila ani první světová válka. Na Valdickém předměstí, podél Husovy ulice se stavěly soukromé i veřejné budovy, hostince a obchody. Vznikala též průmyslová část města. Mezi první větší průmyslové podniky patřil cukrovar, založený v roce 1870. O rok později byla postavena železniční dráha do Ostroměře, později prodloužená do Hradce Králové. V roce 1881 spojila další trať město s Nymburkem a roku 1903 s Turnovem. V osmdesátých letech 19. století začali bratři František a Antonín Knotkovi v Jičíně podnikat v oblasti hospodářských strojů. Knotkova továrna své výroby výrobky záhy exportovala do Ruska a do dalších států. Firma se rozrůstala. Mezi válkami zde pracovalo až 750 dělníků, a vyrábělo se zde 8 650 zemědělských strojů. Po znárodnění se továrna přejmenovala na Agrostroj a své místo si v rámci trhu RVHP udržela.
Od roku 1888 začala ve městě působit Marečkova cihelna a mlýn. V roce 1907 byla založena Rousova továrna na piana a o rok později Friedrichova koželužna na Novém městě. Vznikaly i další tiskárny. V roce 1862 otevřel kamenotiskárnu František Návesník, o deset let později začal provozovat tiskárnu Antonín Čapek a v roce 1896 vznikla tiskárna Kabátníkova.
Bylo postaveno několik školních novostaveb. Vedle nižších škol byla postavena v roce 1867 reálka, v roce 1883 budova gymnázia. Následující rok byl otevřen nový učitelský ústav. Mezi lety 1859 až 1873 byl také dostaven kostel sv. Jakuba Staršího.
Koncem století, v roce 1880 navštívil město Bedřich Smetana. V roce 1892 zde koncertoval Antonín Dvořák a roku 1899 Jan Kubelík. O dva roky později navštívil město Jaroslav Kocián. Hostovala zde Otýlie Sklenářová-Malá, později také Hana Kvapilová a Eduard Vojan.

### Dvacáté století

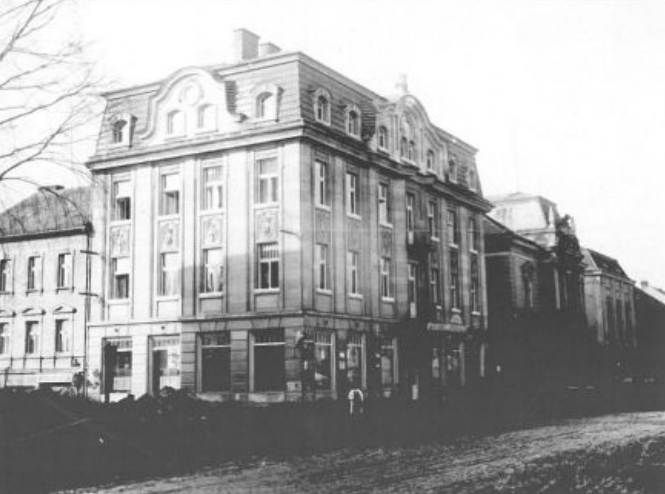
Hotel Praha po dokončení v roce 1910

V roce 1904 byla postavena městská plynárna, v roce 1907 kanalizace, vodovod a zavedeno telefonické spojení. Kino bylo otevřeno ve městě v roce 1912. Veřejná nemocnice, otevřená v roce 1863 na Novém městě, byla roku 1908 přestěhována do nové budovy.
Na počátku 20. století zde profesor Tomáš Garrigue Masaryk uskutečnil několik cyklů přednášek v tzv. univerzitních kursech jičínských. Některé vyšly i knižně (Národnostní filosofie doby novější, Jičín 1905). Dne 22. října 1921 se prezident Masaryk s ministerským předsedou Eduardem Benešem a Františkem Udržalem, ministrem obrany účastnil slavnosti 22. pěšího pluku. Promluvil k vojsku a navštívil jičínský Sokol, závody Knotkovy, podniky rolnického družstva a radnici města.
Během první československé republiky se město rozrůstalo především na bývalých předměstích, například vilová čtvrť Čeřovka. Rozvoj průmyslové výroby stagnoval. Největší závod ve městě zůstala Knotkova továrna na zemědělské stroje. Závod zaměstnával na osm set pracovníků a specializoval se především na výrobu zemědělských strojů. U nádraží byly v roce 1918 založeny Rolnické družstevní podniky, nejprve jako sušárna čekanky. Postupně zavedly výrobu cikorky. Nová moderní mlékárna byla postavena v roce 1924. Vedle drobných firem jako byla výroba kosmetiky Lašek a spol. nebo Holečkova cihelna a pila, šroubárna a strojírna, dosáhly rychlejšího rozvoje Mazánkovy školkařské závody v Soudné, které pěstovaly ovocné a okrasné stromy a keře.
Modernizace nádraží proběhla v roce 1936. Odbavovací hala byla vyzdobena nástěnnými malbami. Modernizaci města ovlivnilo schválení prvního zastavovacího plánu města v roce 1920 a také napojení Jičína v roce 1924 na rozvod elektrického proudu.
V období první republiky bylo otevřeno Mrňákovo divadlo, více známé jako Biograf Český ráj.
Výstavbu města v tomto období ovlivnil architekt Čeněk Musil. Projektoval převážně ve funkcionalistickém stylu. Byl podepsán pod většinou veřejných budov, postavených v letech 1922 až 1940 jako byl rozsáhlý areál Pelikánovy okresní nemocnice, Studentský dům s okresní knihovnou, hotel Slávie, hospodyňská škola, obchodní akademie a budova okresního úřadu. Architekt Musil řídil i další stavby a rekonstrukce, navrhl například obnovu zámeckého parku.
Město koupilo v roce 1936 od rodu Trauttmansdorfů zámek, Valdštejnovu alej, Libosad s Lodžií, Zebín a další pozemky.
Roku 1939 bylo město stejně jako zbytek okleštěných českých zemí obsazeno německými vojsky a stal se hlavním městem okresu „Jitschin“. Po roce 1946 došlo ke znárodňování velkých závodů. V roce 1968 obsadila město vojska zemí Varšavské smlouvy a polští vojáci zastřelili na křižovatce Na Letné muže a ženu, dnes tuto událost na místě připomíná pomník. Velkou základnu měla sovětská vojska až do roku 1991 v jezuitské koleji, čímž přispěla k její devastaci.
V druhé polovině dvacátého století bylo město poškozeno stavebními zásahy, které se dotkly okrajových částí města. Historická část zůstala prakticky nedotčena. Vedle autobusového nádraží byla postavena jedenáctipatrová budova okresního soudu a nižší budova bývalého okresního výboru KSČ.
V roce 2019 byl založen Jičínský spolek pro architekturu a urbanismus, jehož dlouhodobým cílem a aktivitou je příprava virtuálního průvodce po moderní architektuře Jičína – Jičínského architektonického manuálu.
Po roce 1989 došlo k privatizaci státních společností. Ve městě vznikla nová průmyslová zóna.
V letech 1994–2002 byl starostou Jičína pozdější senátor MVDr. Jiří Liška. Roku 2012 byl po odvolání předchozího starosty. (2002–2012) znovuzvolen. V roce 2014 jej nahradil Jan Malý (zvolen za ANO).

## Obyvatelstvo
Podle sčítání 1921 zde žilo v 880 domech 10 478 obyvatel, z nichž bylo 5 065 žen. 10 166 obyvatel se hlásilo k československé národnosti, 151 k německé a 9 k židovské. Žilo zde 5 920 římských katolíků, 238 evangelíků, 1 928 příslušníků Církve československé husitské a 136 židů. Podle sčítání 1930 zde žilo v 1 152 domech 11 034 obyvatel. 10 636 obyvatel se hlásilo k československé národnosti a 172 k německé. Žilo zde 6 195 římských katolíků, 339 evangelíků, 2 802 příslušníků Církve československé husitské a 119 židů.
| Rok            | 1869  | 1880  | 1890  | 1900   | 1910   | 1921   | 1930   | 1950   | 1961   | 1970   | 1980   | 1991   | 2001   | 2011   |
| -------------- | ----- | ----- | ----- | ------ | ------ | ------ | ------ | ------ | ------ | ------ | ------ | ------ | ------ | ------ |
| Počet obyvatel | 7 944 | 9 611 | 9 935 | 11 328 | 11 899 | 12 101 | 12 664 | 12 615 | 13 176 | 13 414 | 16 182 | 16 803 | 16 489 | 16 795 |
| Počet domů     | 653   | 755   | 818   | 908    | 1 057  | 1 146  | 1 470  | 1 811  | 1 745  | 1 826  | 2 064  | 2 408  | 2 441  | 2 623  |

Věková struktura obyvatel obce Jičín roku 2011
Rodinný stav obyvatel obce Jičín roku 2011
Vzdělání obyvatel obce Jičín roku 2011

## Doprava
Po obchvatu kolem města ve tvaru písmene U vede silnice I. třídy č. 16 Řevničov-Královec, na severozápadním okraji města z ní odbočuje silnice I. třídy č. 35 Turnov-Mohelnice, která se z ní odpojuje až v obci Úlibice. Na jižním okraji Jičína odbočuje silnice I. třídy č. 32 do Poděbrad. Vede odsud také silnice II. třídy č. 286 do Lomnice nad Popelkou a Jilemnice. Okraje města jsou proto významnou silniční křižovatkou.
Blízko centra města se také nachází autobusové nádraží v ulici 17. listopadu, ze kterého vyjíždějí autobusy například do Prahy, Liberce, Hradce Králové, Brna, Špindlerova Mlýna, Liberec, Kněžmostu nebo do Hlinska. Ve východní části města je i vlakové nádraží, ležící na trati 041 z Turnova do Hradce Králové, ze kterého odbočuje regionální trať 061 do Kopidlna a Nymburka, po těchto tratích jezdí vlaky v hodinových až dvouhodinových intervalech. Vlakové nádraží má 4 osobní koleje a 4 nástupiště.
V dnešní době se připravuje dálnice D35, která zajistí o mnoho snadnější dostupnost do města.

## Ekonomika
Město Jičín těží především z turismu a průmyslu. Továrny zde mají společnosti jako Ronal, Continental, AEG nebo SpofaDental, v menší míře stále vyrábí nástupce Agrostroje, AGS, což byl později Seco GROUP, nyní Seco Industries. Sídlo zde má též dopravní firma C.S.CARGO a.s. Probíhá rekonstrukce města – opravy památek (včetně Valdštejnova náměstí, chodníků, silnic či panelových domů z převážně 80. let 20. století, naplánována je rozsáhlá přeměna veřejné dopravy (přesun autobusového nádraží, rekonstrukce vlakového nádraží). Město též postavilo bazénový komplex na místě plovárny ze 20. let u rybníku Kníže.
Hotel reSTART, vlastněný soukromou společností, byl několik let zavřený. Začátek rekonstrukce byl plánovaný na rok 2013, avšak práce započaly až rokem 2017. V lednu 2018 měl zateplenou fasádu, nová okna a dělalo se nové parkoviště. Investor hotel neotevřel podle domluvy - termín otevření hotelu byl bez pokut prodlužován. Hotel měl být v provozu od 30. června 2018, což investor nesplnil. Opět požádal o prodloužení do 30. září, za což zaplatil pokutu přibližně 500 tisíc korun. V hotelu měly být 2 restaurace — v přízemí a v posledním patře, avšak byla vybudována pouze ta přízemní. V srpnu 2019 byl hotel plně v provozu.

## Pamětihodnosti

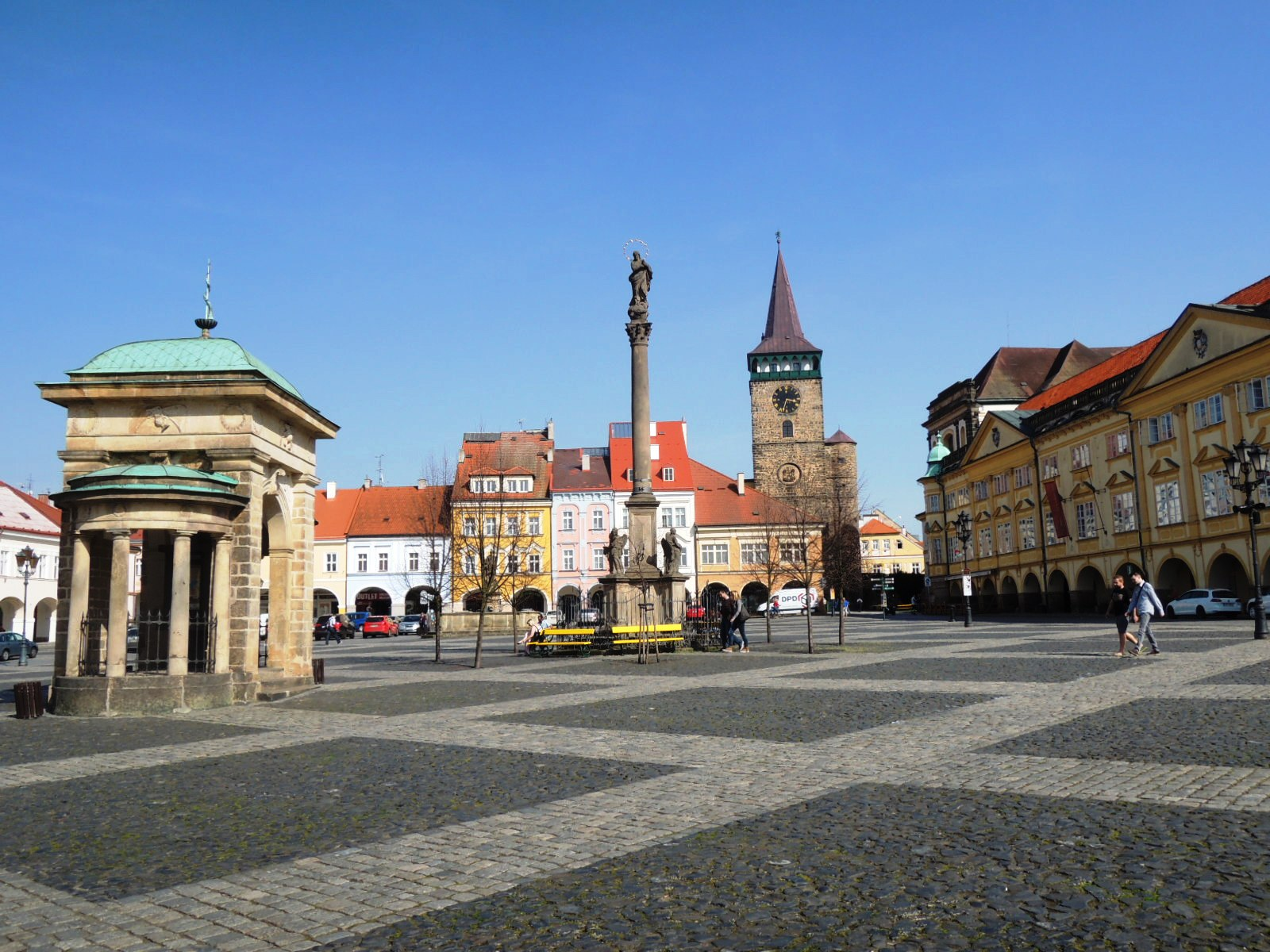
Valdštějnovo náměstí: vlevo pavilon, uprostřed Mariánský sloup a Valdická brána, vpravo zámek

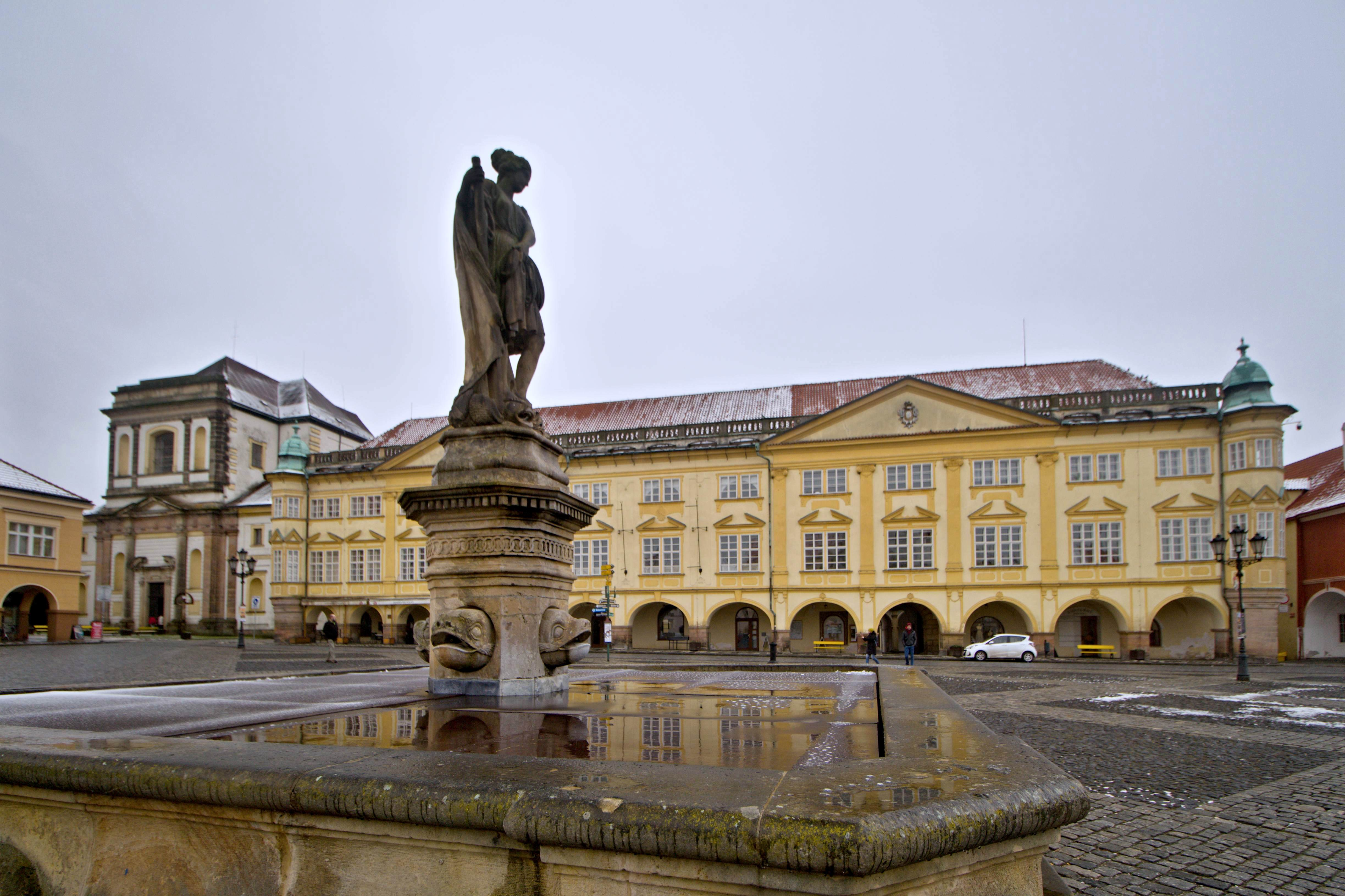
Jičínský zámek s děkanským kostelem sv. Jakuba od Valdštejnova náměstí

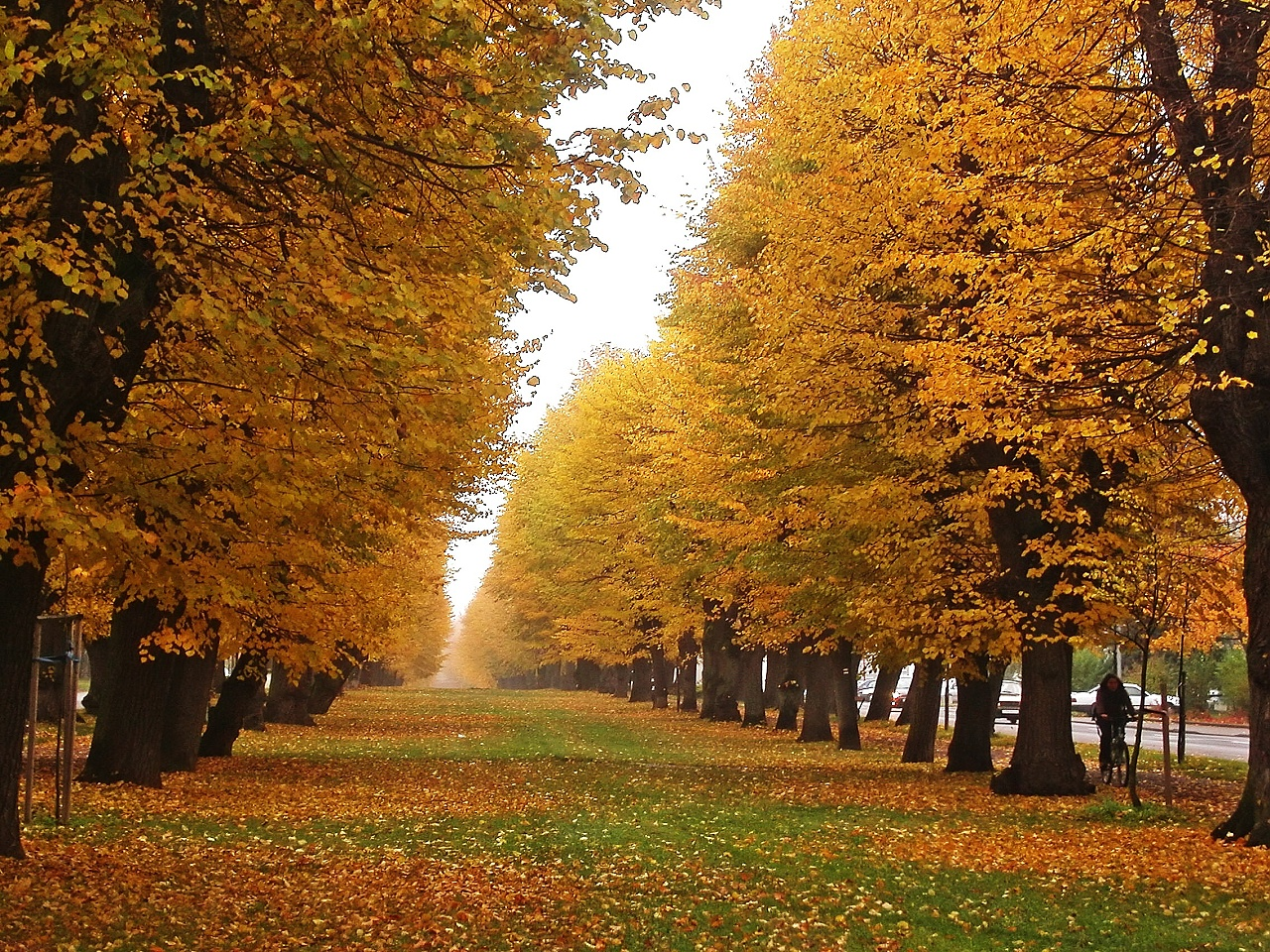
Valdštejnova alej

- Zbytky městských hradeb na jihovýchodním okraji historického města (za kostelem sv. Jakuba) končí Valdickou branou. Kamenná hranolová věž z let 1568–1570 byla různě upravována, dřevěný ochoz a jehlanovitá střecha jsou z romantické přestavby z roku 1840. Valdickou branou se vstupuje kolem kostela sv. Jakuba do jihovýchodního rohu Valdštejnova náměstí.
- Valdštejnovo náměstí, téměř pravidelné a mírně svažité obdélné náměstí, asi 150 m dlouhé, si zachovalo úplné podloubí po všech čtyřech stranách, včetně zámku, který tvoří jeho jihovýchodní část. Měšťanské domy z velké části raně barokní, většinou s fasádami a někde i přistavěným druhým patrem z 19. století. Nejcennější domy stojí v jihozápadní a západní části náměstí. Dále se zde nachází Mariánský sloup z roku 1702, sochy na podstavci jsou z roku 1795, a dvě kašny: Korunovační (kamenný pavilon z roku 1834) a Amfitrité z roku 1836 se sochou od Jana Suchardy.
- Zámek, rozlehlá obdélná dvoupatrová stavba, kterou založil kolem roku 1500 Mikuláš Trčka z Lípy, roku 1608 rozšířil Zikmund II. Smiřický a po roce 1624 přestavěl Albrecht z Valdštejna. Téměř čtvercová budova se třemi nádvořími, zčásti s arkádami. Průčelí do náměstí s rohovými arkýři má stejné podloubí jako okolní měšťanské domy. Podoba fasády se dvěma nevýraznými rizality a plochými trojúhelnými štíty je patrně z roku 1775. V části zámku sídlí Královéhradeckým krajem zřizované Regionální muzeum a galerie v Jičíně.
- Barokní kostel svatého Jakuba Staršího u Valdické brány měl sloužit jako katedrála biskupství, které Valdštejn v Jičíně plánoval. Pozoruhodnou centrální stavbu postavili v letech 1627–1634 italští umělci, snad podle plánů a pod vedením A. Spezzy a N. Sebregondiho. Pravidelný půdorys ve tvaru řeckého kříže doplňují v rozích čtyři mohutné nízké věže, půlkruhový chór je obrácen k jihu. Střední prostor je zaklenut plochou kupolí s iluzivní freskou (kolem 1770), v presbytáři jsou dvě veliká obdélná okna. Vnitřní zařízení vzniklo po požáru roku 1768, hlavní průčelí dokončeno v novoklasicistním slohu až v letech 1865–1867. Za kostelem je patrová barokní budova arciděkanství s mansardovou střechou a jednoduchou výzdobou.
- Farní kostel svatého Ignáce na náměstí Svobody (nedaleko jihozápadního rohu Valdštějnova náměstí), založen počátkem 14. století. V 15. století přestavěn na síňové trojlodí a po požáru zaklenut roku 1597 plochou renesanční klenbou na šest toskánských sloupů, které loď dělí na 3 x 4 pole. Presbytář gotický s vnějšími opěráky má gotickou hvězdicovou klenbu, okna hrotitá s kružbami. Roku 1622 byl svěřen jezuitům, od roku 1773 opět farní.
- Ke kostelu přiléhá bývalá jezuitská kolej z let 1628–1632, mnohokrát přestavovaná a rozšiřovaná. Čtyřkřídlá dvoupatrová budova s kaplí a původně arkádami v přízemí. Od zrušení jezuitského řádu 1773 sloužila jako kasárna. Ke koleji přiléhají budovy bývalého semináře, gymnázia a nemocnice.

- Bývalá synagoga v ulici Na příkopech (severovýchodně od Valdštejnova náměstí), Židovská ulice s židovskou školou a židovský hřbitov u Valdické obory.
- Věž Jičín, druhá nejstarší dochovaná stavba ve městě, hranolová renesanční budova u rybníka Kníže z roku 1543 (v historických pramenech zvaná prostě "Věž"), dnes po celkové rekonstrukci využita jako romantický hotelový apartmán a umělecká galerie.
- V Koněvově ulici na severozápadě města stojí vila Dóry Němcové z roku 1910 podle návrhu Dušana Jurkoviče a řada dalších moderních vil.
- Lipová alej na severovýchodě města, vysázená na příkaz Albrechta z Valdštejna, končí Valdštejnskou lodžií od A. Spezzy a parkem Libosad.
- Návrší Čeřovka s novogotickou rozhlednou Milohlídkou z roku 1844
- První základní škola
- Obchodní akademie z roku 1928 podle návrhu jičínského stavitele Č. Musila, který projektoval také nemocnici a další školy.
- Lepařovo gymnázium v budově z roku 1883
- Na Novém Městě za řekou špitální a hřbitovní kostel P. Marie de Sale, původně Nejsvětější Trojice, založený 1628 a dokončený až 1663. Jednolodní obdélná stavba s půlkruhovým presbytářem a kaplemi a hranolovou věží v průčelí. Cenné barokní zařízení z doby po roce 1730.
- Sochy a pomníky:
  - Socha svatého Václava z roku 1743 při Moravčické cestě
  - Sloup P. Marie Rušánské z roku 1749 na Komenského náměstí
  - Pomník padlým z roku 1867 na Letné
  - Pomník Mistra Jana Husa od A. Suchardy z roku 1872 v Husově ulici, nejstarší v Čechách
  - Pomník Karla Havlíčka Borovského od J. Říhy z roku 1906
- Hvězdárna v Raisově ulici na západním okraji města
- Zebín (399 m n. m.) nad Valdicemi, severovýchodně od města, s kapličkou Maří Magdalény
- Valdická kartouza, někdejší klášter řádu kartuziánů ve Valdicích založený Albrechtem z Valdštejna, dnes nápravné zařízení, jedna z nejstřeženějších věznic Česka

### Další stavby
- Harrachovský dům
- Poesiomat – jižně od Valdické brány mezi kostelem a hradbami

## Galerie

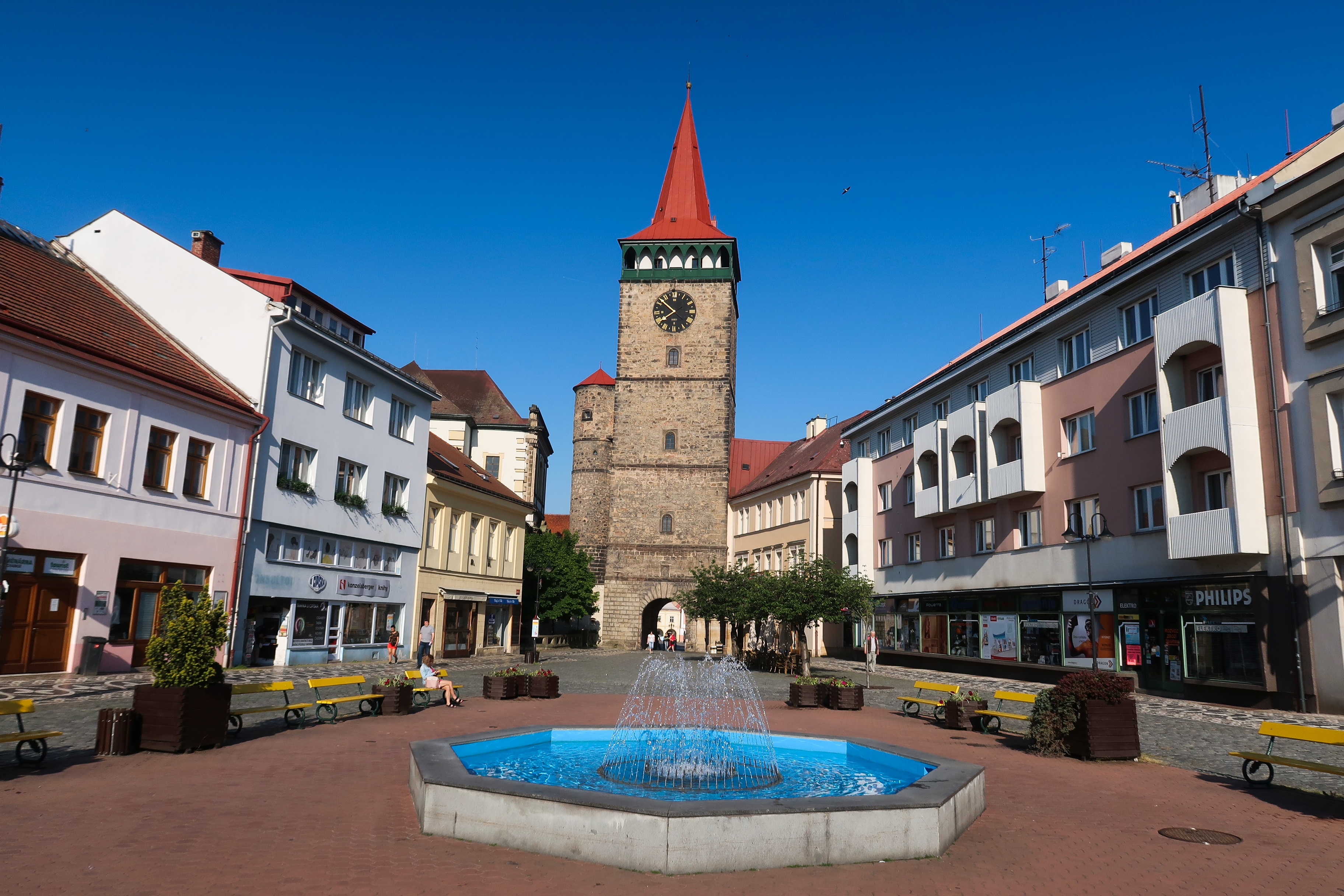
Žižkovo náměstí
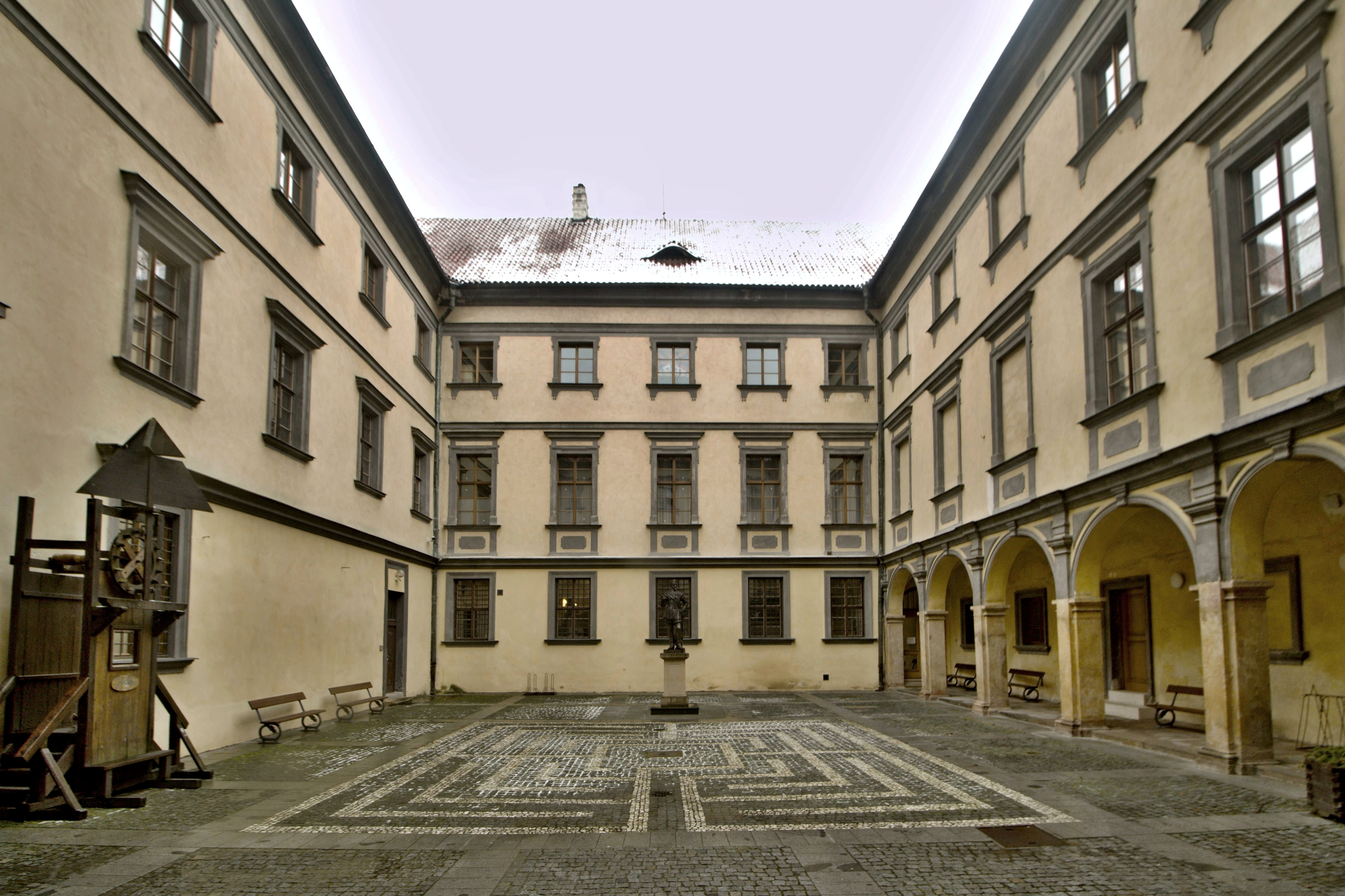
Nádvoří jičínského zámku
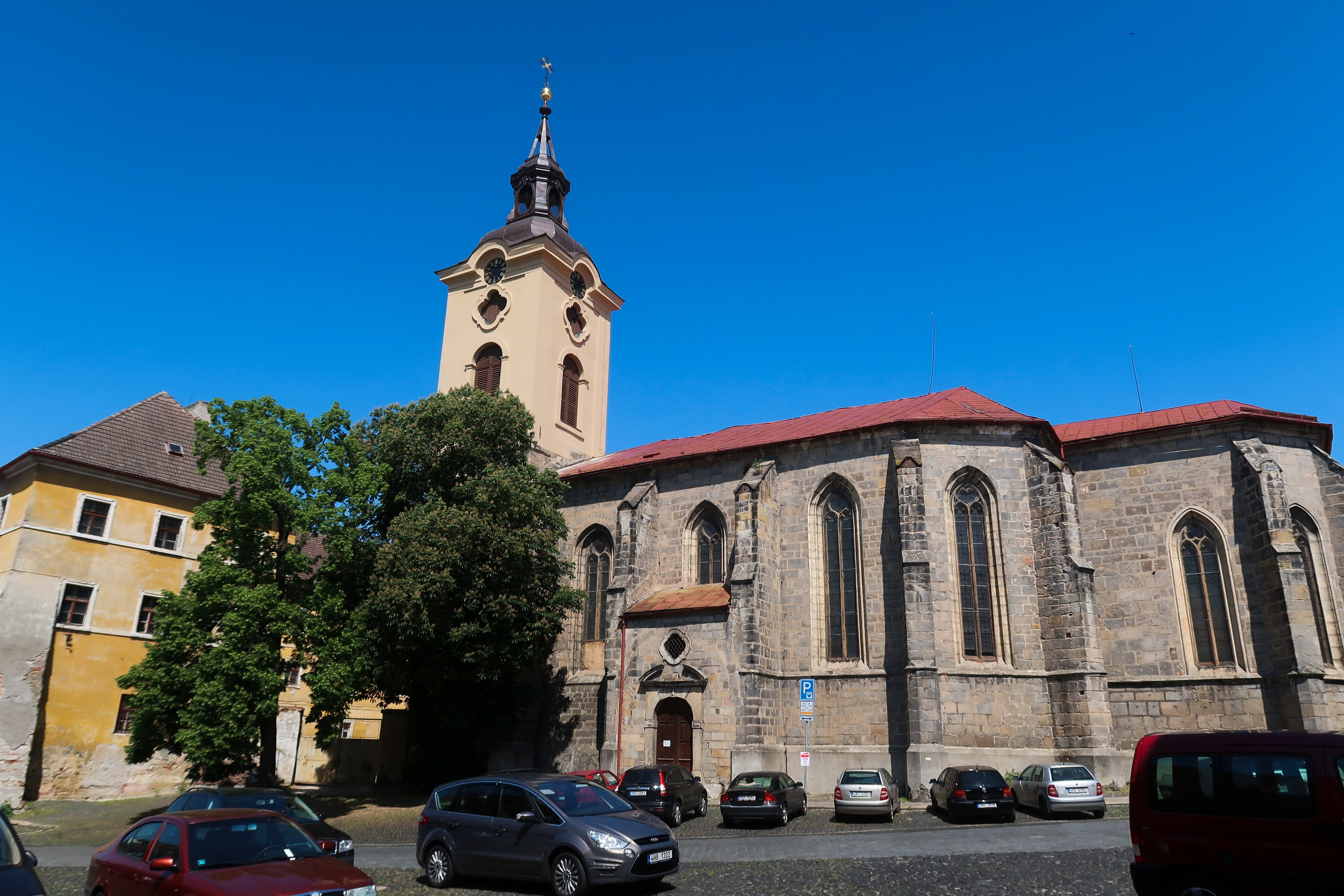
Kostel sv. Ignáce
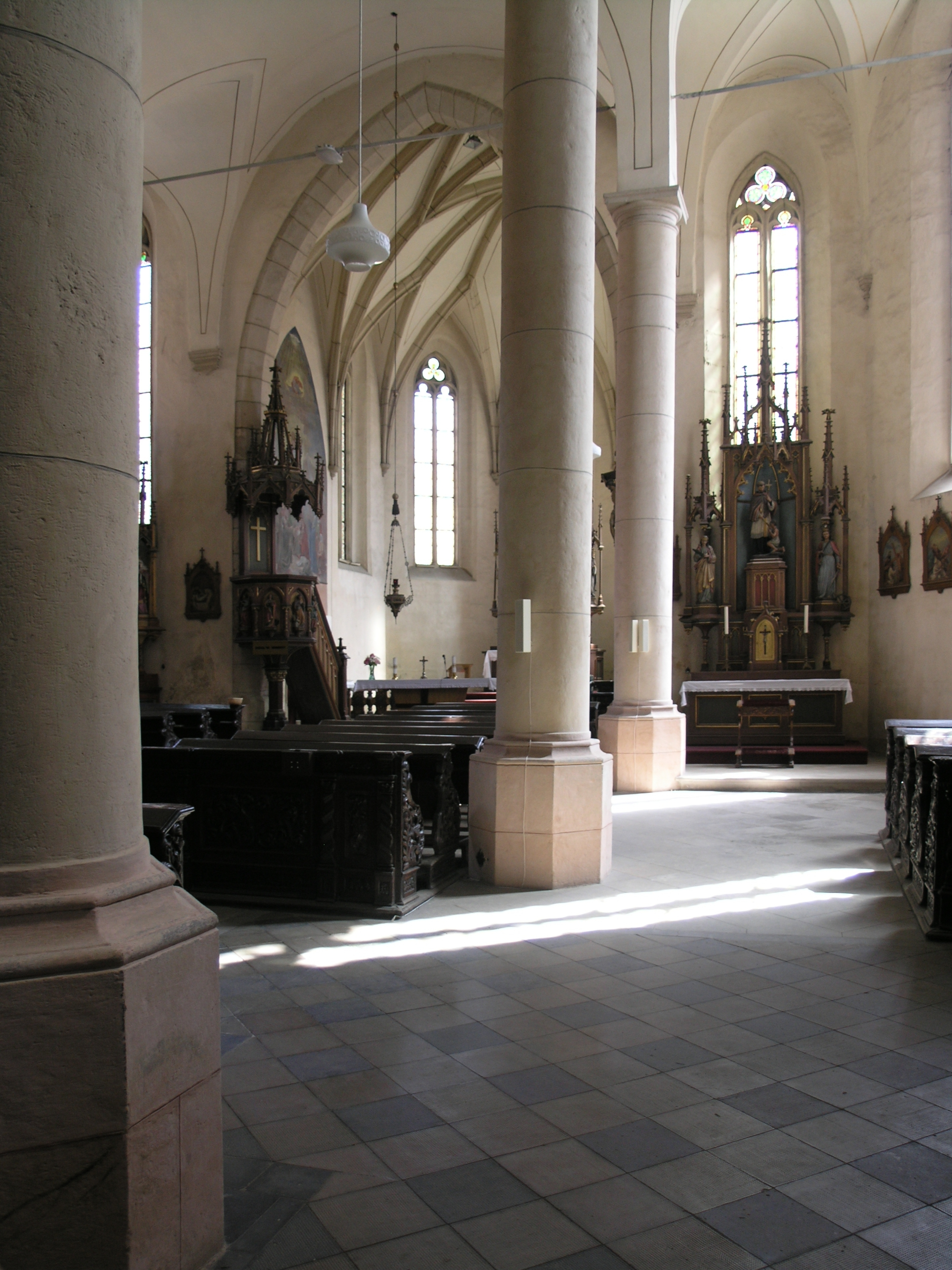
Kostel sv. Ignáce, interiér
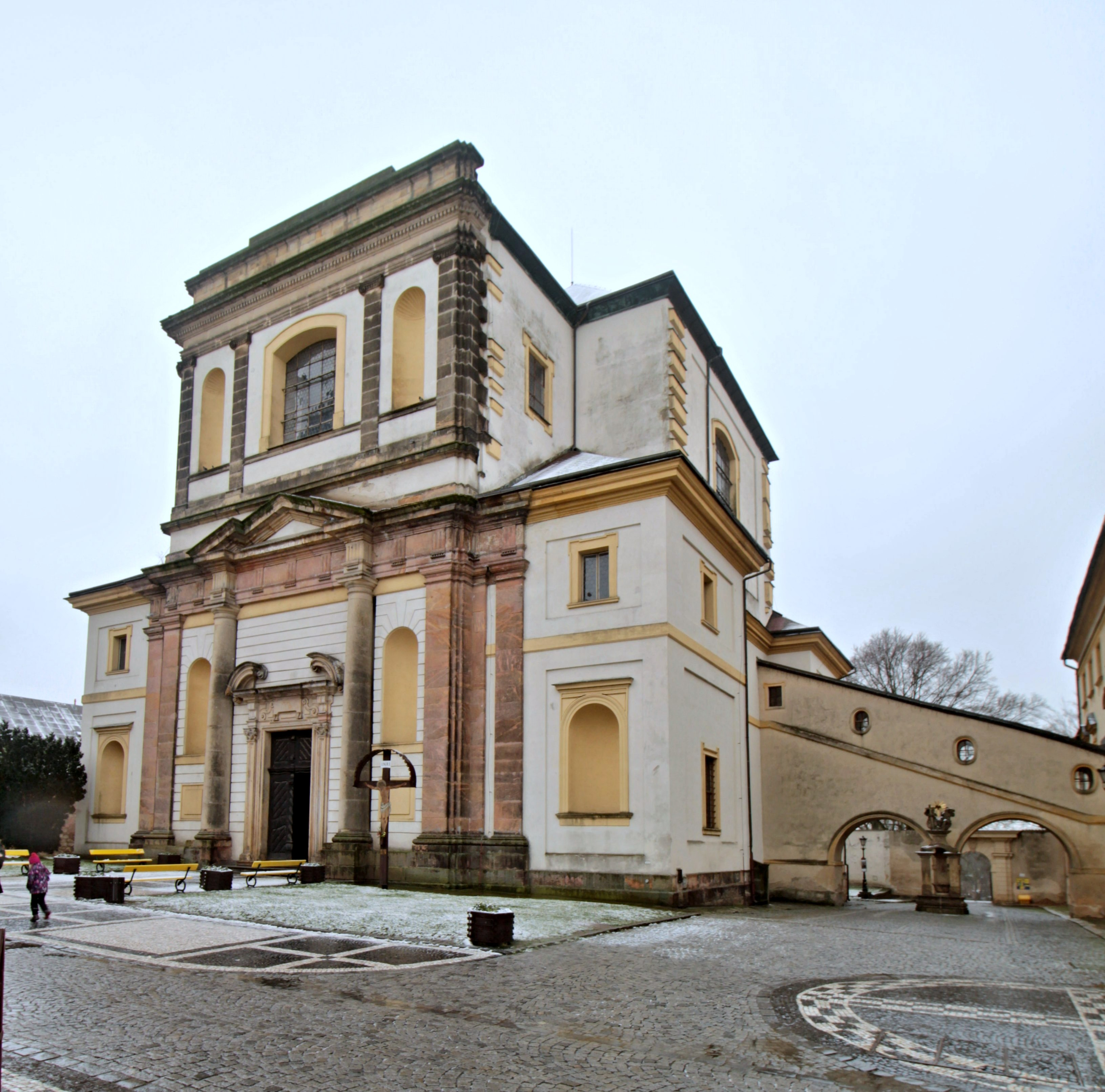
Děkanský kostel sv. Jakuba Staršího
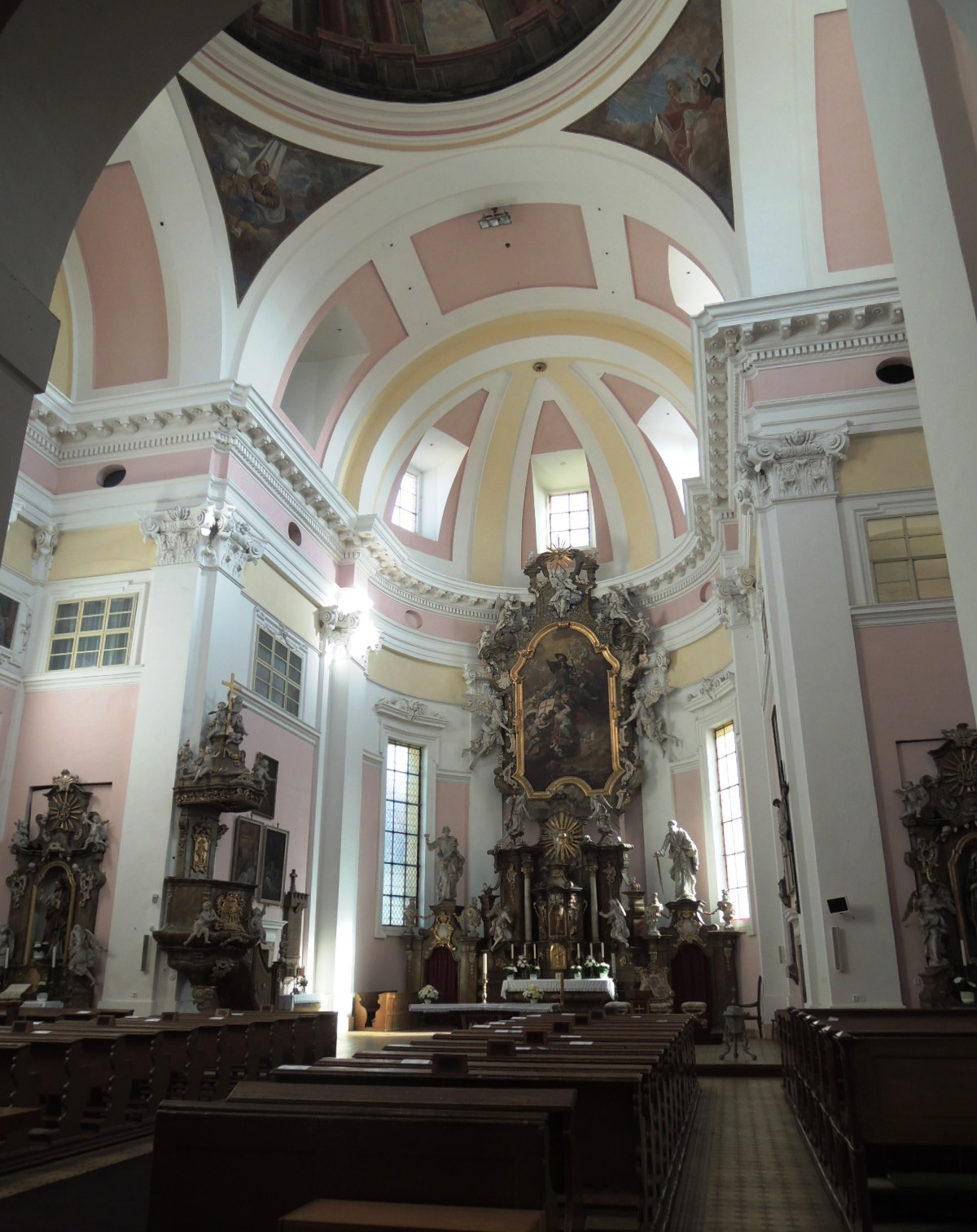
Kostel sv. Jakuba, interiér
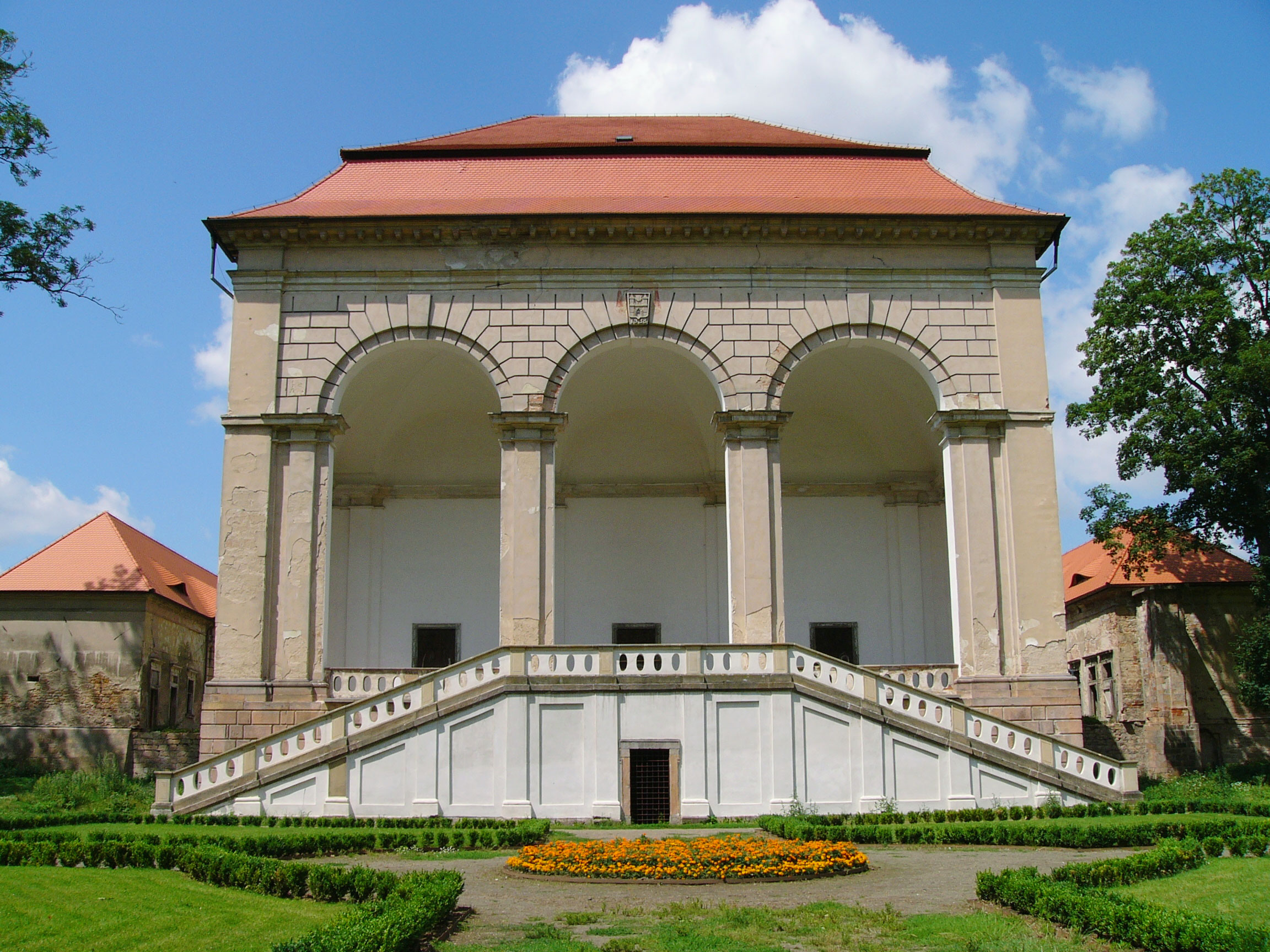
Valdštejnská lodžie
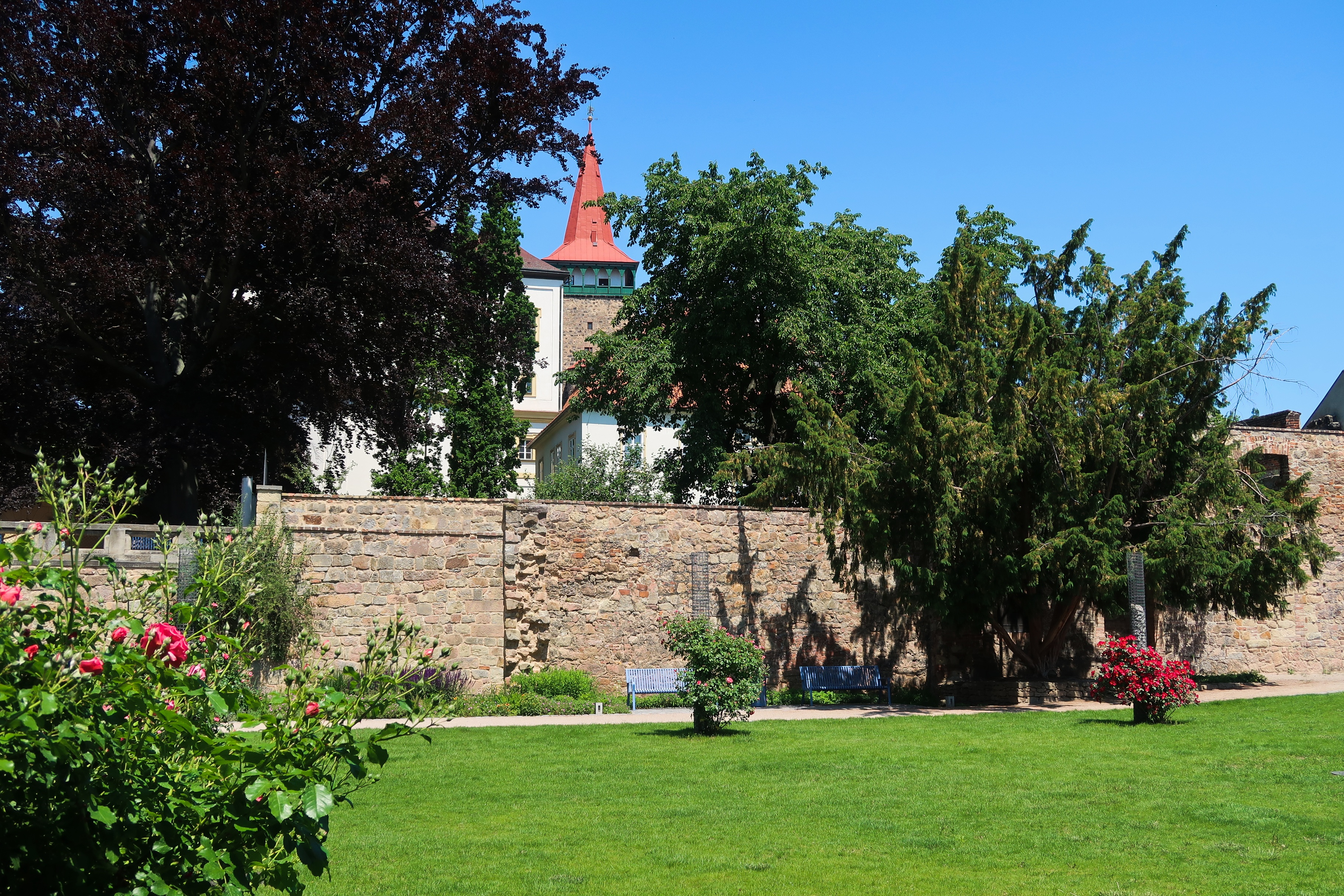
Zámecký park v Jičíně
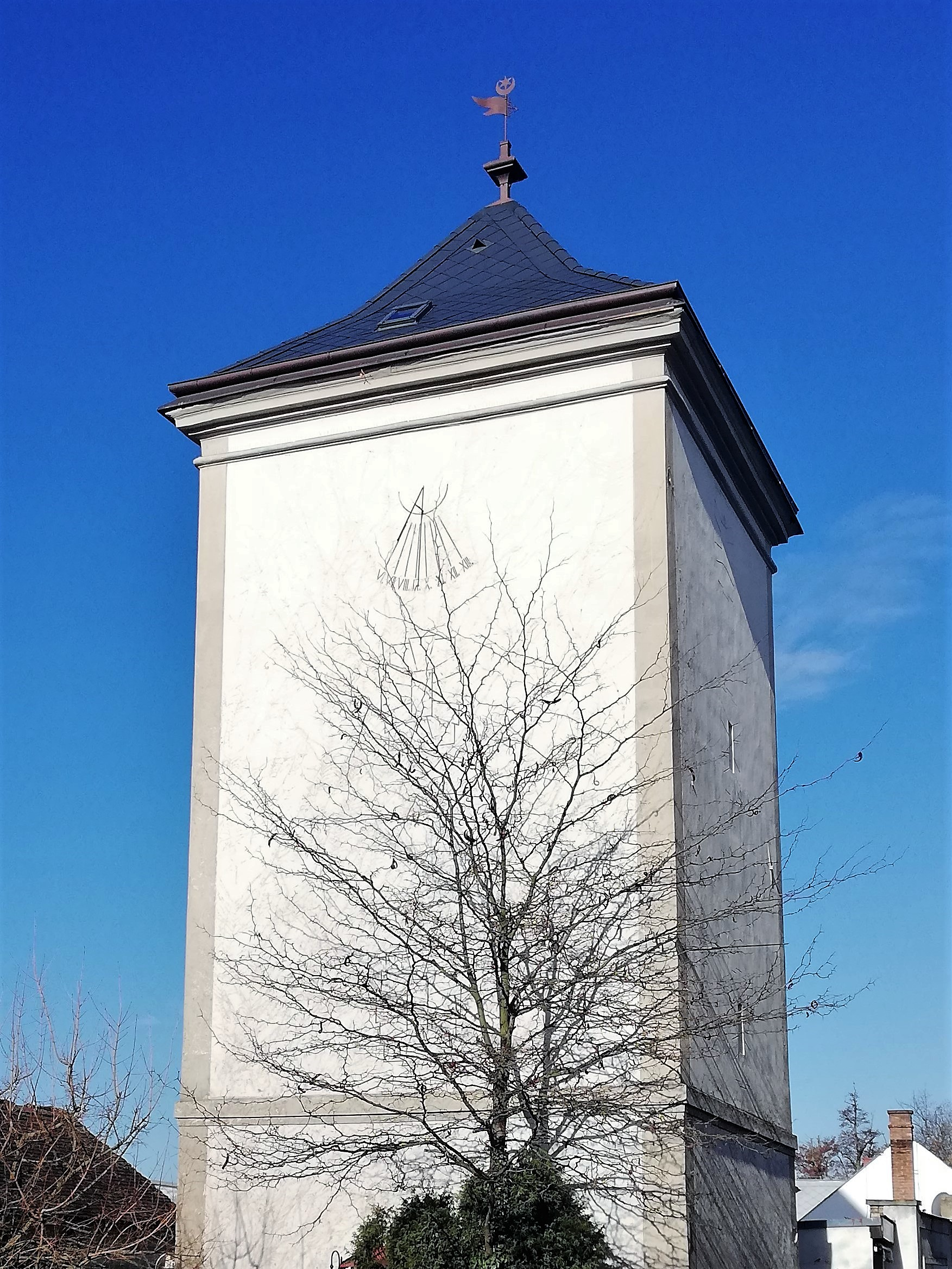
Věž Jičín

## Členění města

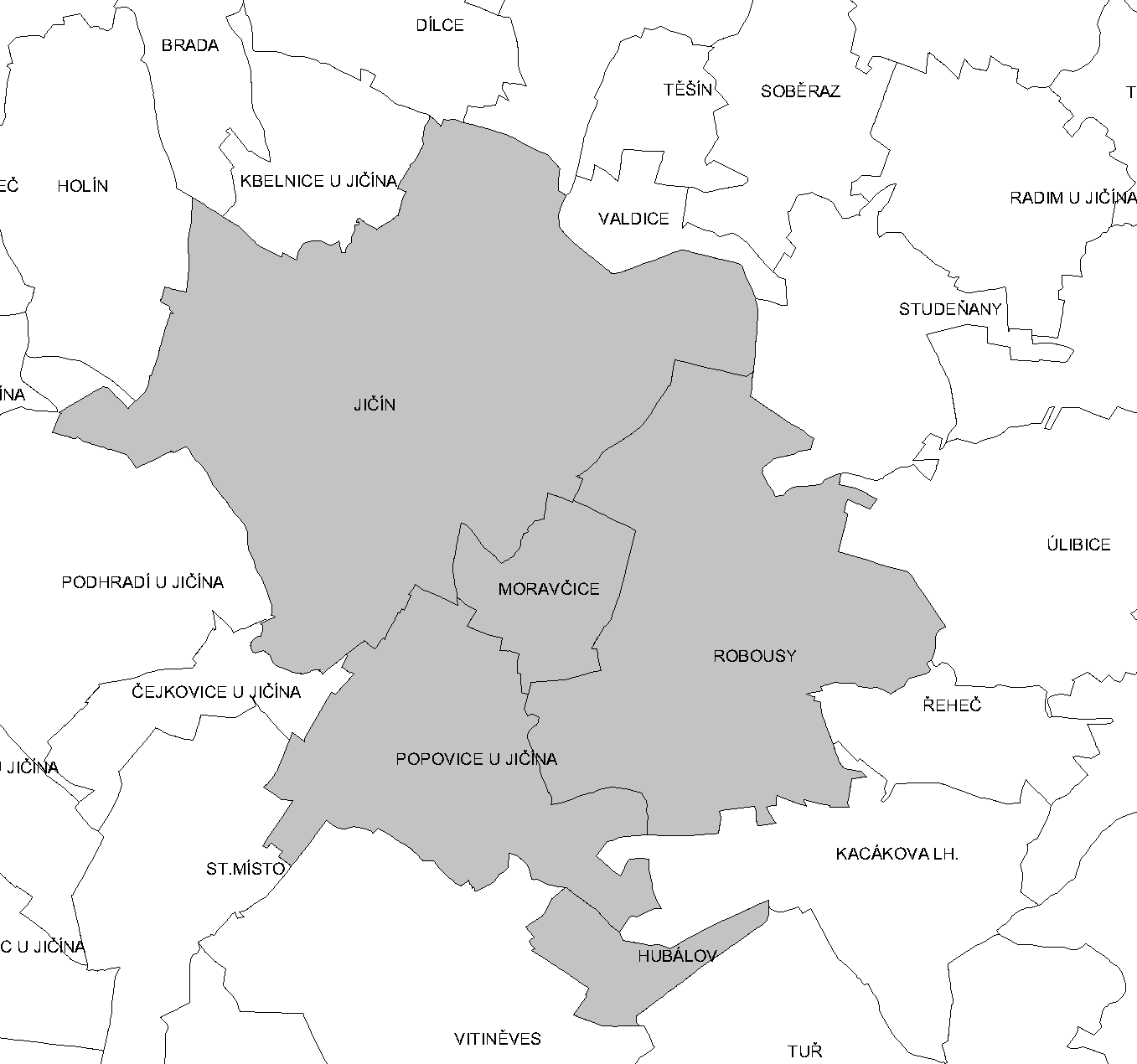
Katastrální území Jičína

Město je v současnosti tvořeno 12 místními částmi na pěti katastrálních územích:
- k. ú. Jičín – části Holínské Předměstí, Nové Město, Pražské Předměstí, Sedličky, Soudná, Staré Město a Valdické Předměstí (hlavní část)
- k. ú. Hubálov – část Hubálov
- k. ú. Moravčice – části Moravčice a Valdické Předměstí (část, ZSJ Moravčice díl 2, průmyslová zóna)
- k. ú. Popovice u Jičína – část Popovice
- k. ú. Robousy – části Dvorce a Robousy

V letech 1980–1990 byla součástí města i dnes samostatná obec Úlibice.

### Základní sídelní jednotky
Základní sídelní jednotky nejsou skladebné s členěním na evidenční části obce, a tedy se mnohé z nich člení na díly ležící v různých částech obce. Například ZSJ Jičín-Staré Město je o něco větší než evidenční část Staré Město.
Čeřov, Dvorce, Holínské Předměstí, Hradecké Předměstí, Hubálov, Jarošov, Jičín-Staré Město, Moravčice, Na vrchách, Nové Město, Pod zámkem, Popovice, Porák, Pražské Předměstí, Robousy, Sedličky, U křížku, Valdické Předměstí-východ, Valdické Předměstí-západ.

## Správní území

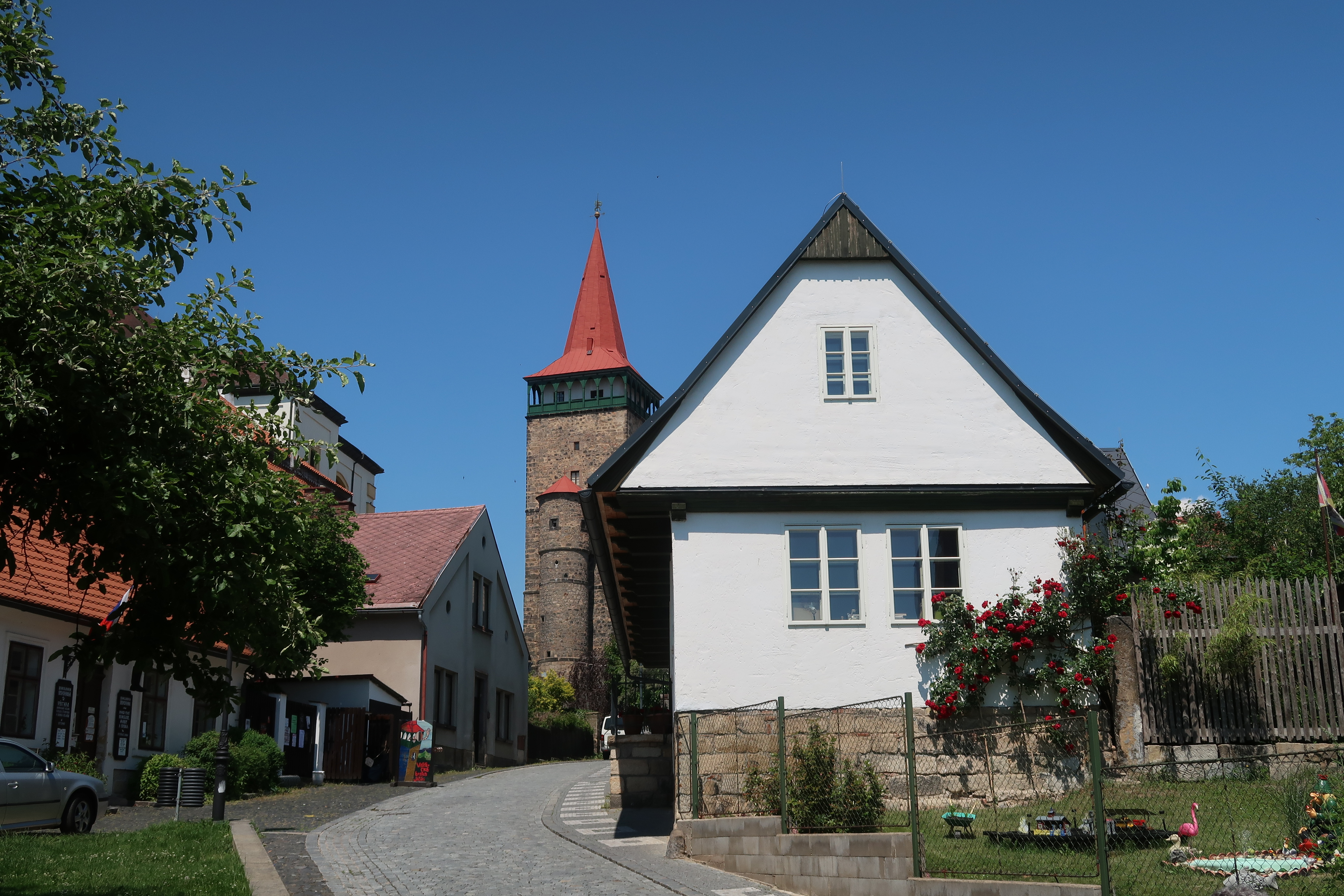
Ulice Pod Koštofránkem

Jičín byl dříve okresním městem, v současnosti je obcí s rozšířenou působností a pověřeným obecním úřadem. Okres Jičín ale stále existuje a skládá se ze 111 obcí, správní obvod obce s rozšířenou působností ze 77 obcí.

## Sport a volný čas
Sportovní zařízení města Jičín je příspěvková organizace města. Byla založena v roce 2002. Zajišťuje provoz Městského stadionu, sportovního areálu, zimního stadionu a koupaliště Kníže. Možnost ubytování nabízí na chatě Homoli šest km od Jičína nebo na ubytovně SPORT, která je součástí Městského stadionu. V rámci své činnosti nabízí mnohé aktivity například plavání kojenců, plavecké kurzy, cvičení aerobiku, příměstské tábory pro děti atd.
V komplexu Městského stadionu lze nalézt venkovní sportoviště. Najdeme zde dvě fotbalová hřiště, atletický ovál, volejbalové, tenisové a beach volejbalové kurty, víceúčelová hřiště, hřiště pro házenou i dětský koutek. Tato sportoviště doplňují externí hřiště a stadiony v okolí.
Pro halové sporty se používá hala ve sportovním areálu s kapacitou 650 diváků, menší tělocvična, tělocvična pro judo, sál pro stolní tenis a pro aerobic. Tělocvičny pronajímají také základní školy v Jičíně.
Koupaliště Kníže provozuje relaxační bazén, tobogán, dvě skluzavky a dětské brouzdaliště. Aqua Centrum, jako plavecké a oddechové centrum, nabízí plavecký bazén, dětský bazén, tobogán. V areálu je také sauna, masáže a whirpool.
Zimní stadion ve městě je po rekonstrukci otevřený od roku 2011 s kapacitou 636 míst, z toho 500 k sezení a 136 ke stání. Kromě ledního hokeje a curlingu nabízí veřejné bruslení. V letních měsících je stadion využívám pro různé kulturní, sportovní a společenské akce.
V Jičíně působí řada sportovních družstev, například házenkářský klub (HBC Jičín – mistr české extraligy v sezóně 2012/13), florbalový klub (KM automatik FBK Jičín), hokejový klub (HC Jičín), fotbalový klub (SK Jičín), basketbalový klub (BSK Jičín), klub amerického fotbalu (Hurricanes Jičín), atletický klub (AC TJ Jičín), tchoukball klub, nebo Curlingový klub (CC Loupežníci Jičín - juniorští mistři za sezóny 2022/23 a 2023/24).

## Osobnosti
- Jakub Baševi z Treuenburka (1580–1634), náboženský hodnostář židovské obce
- Albrecht z Valdštejna (1583–1634), vojevůdce a politik, nejvyšší velitel císařsko-ligistických vojsk v třicetileté válce (generalissimus)
- Jan Barner (1643–1708), římskokatolický kněz – jezuita, filolog, kazatel a překladatel Bible svatováclavské
- František Šír (1796–1867), dlouholetý gymnazijní profesor a národní buditel na Jičínsku
- František Cyril Kampelík (1805–1872), zakladatel družstevních záložen
- Josef Walter (1815–1890), český pedagog, ředitel učitelského ústavu v Jičíně (1871–1875)
- Antonín Zefyrin Maloch (1823–1880), středoškolský profesor, historik, topograf
- Vladislav Šír (1830–1889), lékař, přírodovědec, organizátor spolků
- Jan Gebauer (1838–1907), bohemista
- Marianna Pečírková (1838–1904), vydavatelka Pečírkova Národního kalendáře
- František Klouček (1849–1939), právník a politik, poslanec zemského sněmu
- Irma Geisslová (1855–1914), spisovatelka
- Kajetán Tichý (1859–1937), kantor a hudební skladatel
- Josef Štefan Kubín (1864–1965), spisovatel, folklorista
- František Kaván (1866–1941), malíř-krajinář, básník a překladatel z ruštiny
- Ema Pechová (1869–1965), herečka, matka herce Ladislava Peška
- Karl Kraus (1874–1936), rakouský spisovatel, dramatik, básník, novinář
- Josef Gočár (1880–1945), architekt
- Vlastislav Hofman (1884–1964), architekt, urbanista, malíř, grafik
- Josef Váchal (1884–1969), malíř, grafik, ilustrátor, sochař, řezbář, spisovatel a básník
- Jaroslav Novotný (1886–1918), hudební skladatel
- Karel Kazbunda (1888–1982), historik a archivář
- Čeněk Musil (1889–1947), architekt, který významně ovlivnil vzhled města
- Jaroslav Lisý (1895–1943), legionář a generál, náčelník štábu a velitel odbojové organizace Obrana Národa v Praze
- Josef Baše (1897–1943), legionář, důstojník,velitel odbojové organizace Obrana Národa v Berouně
- Jaroslav Seifert (1901–1986), básník, spisovatel a novinář, nositel Nobelovy ceny za literaturu
- Zdeněk Tomáš (1915–1999), dirigent a sbormistr
- Zdeněk Řehoř (1920–1994), herec
- Josef Hiršal (1920–2003), básník a překladatel
- Josef Smolík (1922–2009), evangelický teolog, duchovní ČCE, vysokoškolský pedagog
- Jiří Mošna (1928–2010), římskokatolický kněz a osobní arciděkan
- Jiří Horák (fyzik) (1929–2023), fyzik
- Robert Kvaček (1932–2024), profesor, historik a držitel medaile za zásluhy I. stupně (2021)
- Andrej Stankovič (1940–2001), slovenský a český básník a literární a filmový kritik
- Miloš Šejn (* 1947), výtvarník a performer
- Josef Novotný (* 1949), český politik
- Antonín Forbelský (* 1963), římskokatolický kněz
- Michal Suchánek (* 1965), herec, moderátor a bavič
- Martin Sitta (* 1968), herec
- Pavel Grohman (1970–2008), bubeník, člen skupiny Chinaski
- Michal Malátný (* 1970), zpěvák, člen skupiny Chinaski
- Pavel Hošek (* 1973), religionista
- Veronika Sedláčková (* 1973), novinářka, televizní redaktorka
- Miluše Bittnerová (* 1977), herečka
- Jana Plodková (* 1981), herečka
- Jaroslav Soukup (* 1982), biatlonista
- Daniel Krejčík (* 1994), herec
- Zdislava Pokorná (* 1998), investigativní novinářka

## Partnerská města
- Erbach, Německo
- Martin, Slovensko
- Okres Svídnice, Polsko

## Integrovaný záchranný systém ve městě

### Hasičský záchranný sbor Královéhradeckého kraje
Na adrese Dělnická 162 se nachází profesionální stanice hasičského záchranného sboru Královéhradeckého kraje.

### Sbor dobrovolných hasičů města Jičína
Ve městě již mnoho let funguje sbor dobrovolných hasičů. V majetku sboru je plně funkční historický žebřík z roku 1937.
Město také zřizuje jednotku sboru dobrovolných hasičů zařazenou v plošném pokrytí Královéhradeckého kraje v kategorii JPO III, je tedy svolávána k mimořádným událostem v katastru města a pod něj spadajících obcí, ale také mimo něj v okolí. 
Jednotka vyjíždí převážně k požárům a technickým zásahům a pokud profesionální jednotka vyjede daleko, tak je jednotka dobrovolná pozvána do pohotovosti na vlastní zbrojnici a zajišťuje výjezd do dvou minut. Nově je také jednotka předurčená na zásahy u dopravních nehod, čímž by měla pomáhat profesionální jednotce. 
Ročně je jednotce vyhlášen poplach zhruba 30 - 50 krát. Jednotka disponuje cisternou CAS 30 Tatra 815 a dopravním automobilem DA Ford.
Od roku 2019 sídlí v nové zbrojnici na adrese Dělnická 1299.
Často lze Jičínské hasiče spatřit jako požární hlídku na různých sportovních a kulturních akcí. Najít je můžete také na facebooku.